# Обиње сир Лајон
Обиње сир Лајон (фр. Aubigné-sur-Layon) насеље је и општина у западној Француској у региону Лоара, у департману Мен и Лоара која припада префектури Сомир.
По подацима из 2011. године у општини је живело 358 становника, а густина насељености је износила 67,29 становника/km². Општина се простире на површини од 5,32 km². Налази се на средњој надморској висини од 44 метара (максималној 80 m, а минималној 36 m).

## Демографија
| 1962. | 1968. | 1975. | 1982. | 1990. | 1999. | 2011. |
| ----- | ----- | ----- | ----- | ----- | ----- | ----- |
| 292   | 324   | 271   | 257   | 263   | 334   | 358   |

График промене броја становника у току последњих година